# والت توماس
والت توماس (بالإنجليزية: Walt Thomas)‏ هو لاعب كرة قاعدة أمريكي، ولد في 28 أبريل 1884 في ألتونا في الولايات المتحدة، وتوفي بنفس المكان في 6 يونيو 1950.

## وصلات خارجية
- والت توماس على موقعبيزبول رفرنس.كوم (الدوري الرئيسي) (الإنجليزية)
- والت توماس على موقعبيزبول رفرنس.كوم (الدوري الثانوي) (الإنجليزية)